# Црква Успења Пресвете Богородице у Вршцу
Црква Успења Пресвете Богородице позната и као Мала црква и Алексина црква у Вршцу припада Епархији банатској Српске православне цркве.
Црква је зидана у време епископа Јована Георгијевића од 1761. до 1768. године, а освештана је 1775. године од епископа Викентија Поповића. 
Овај храм представља праву уметничку ризницу јер су на њеном украшавању радили многи познати уметници. Иконостас је радио Арсеније – Арса Теодоровић у периоду од 1792. до 1809. године. Историчари уметности сматрају да иконе изнад северних двери, на којима се приказује Христово страдање и рођење Пресвете Богородице, спадају међу најбоља Теодоровићева остварења, нарочито по изузетном примеру композиционог кружног решења које је ретко у српском сликарству. Зидне слике при рестаурацији храма 1946. године радио је сликар Карел Ноправник. У ризници овог храма налазе се два Јеванђеља од велике историјске важности. Прво Јеванђеље штампано је у Москви 1762. године и поклон је Алексија Николића, док је друго Јеванђеље даровао храму епископ Јован Георгијевић. Најстарија матична књига датира из 1767. године.